# Конор Коуді
Конор Коуді (англ. Conor Coady, нар. 25 лютого 1993, Ліверпуль) — англійський футболіст, півзахисник, захисник клубу «Лестер Сіті» та національної збірної Англії.
Виступав, зокрема, за клуби «Ліверпуль», «Шеффілд Юнайтед» та «Вулвергемптон Вондерерз», а також юнацьку збірну Англії.

## Клубна кар'єра
Народився 25 лютого 1993 року в місті Ліверпуль. Вихованець футбольної школи клубу «Ліверпуль». Дорослу футбольну кар'єру розпочав 2012 року в основній команді того ж клубу, в якій провів два сезон, взявши участь в одному матчі чемпіонату. 
Своєю грою за цю команду привернув увагу представників тренерського штабу клубу «Шеффілд Юнайтед», до складу якого приєднався 2013 року на правах оренди. Відіграв за команду з Шеффілда наступний сезон своєї ігрової кар'єри. Більшість часу, проведеного у складі «Шеффілд Юнайтед», був основним гравцем команди.
Протягом 2014—2015 років захищав кольори команди клубу «Гаддерсфілд Таун».
3 липня 2015 року, приєднався до складу «Вулвергемптона», підписавши з клубом трирічний контракт. «Гаддерсфілд Таун» отримав за гравця близько 2 млн фунтів стерлінгів. Станом на 27 лютого 2021 року відіграв за клуб з Вулвергемптона 224 матчі в національному чемпіонаті.

## Виступи за збірні
2009 року дебютував у складі юнацької збірної Англії (U-16), загалом на юнацькому рівні взяв участь у 39 іграх, відзначившись одним забитим голом.
2020 дебютував у складі національної збірної Англії.

## Титули і досягнення
- Чемпіон Європи (U-17): 2010
- Віце-чемпіон Європи: 2020